# Вильнаи, Матан
Матан Вильнаи (ивр. מתן וילנאי‎, род. 20 мая 1944) — израильский политик и государственный деятель, дипломат, генерал-майор Армии обороны Израиля. Бывший депутат кнессета и министр в правительстве Израиля, с 2012 по 2017 год посол Израиля в Китае.

## Биография
Матан Вильнаи родился в Иерусалиме в 1944 году. Его отец, профессор Зеэв Вильнаи, один из пионеров изучения израильской географии, привил сыну любовь к природе и путешествиям. В старших классах поступил в армейский интернат недалеко от Хайфы, и продолжал образование по линии армии. Также имеет первую степень по истории и проходил обучение в центре стратегических исследований в Гарварде.
Призван в армию в 1962 году, пошёл добровольцем в бригаду «Цанханим». Участвовал в антитеррористических операциях, в ноябре 1966 года был тяжело ранен, после выздоровления в 1971 году назначен командиром рекогносцировочного батальона бригады «Цанханим». С 1975 года — командир бригады «Цанханим». Был заместителем командира десанта во время проведения операции «Энтеббе» по освобождению захваченного террористами самолёта компании Air France в Уганде. Вильнаи возглавлял штурмовую группу в здании аэропорта, в то время как другая команда действовала снаружи.
В декабре 1985 получил звание генерал-майора (алуф) и пост главы Управления кадров Генштаба Армии обороны Израиля, с июля 1989 — Командующий Южным военным округом, в его обязанности входило руководство борьбой с террором в ходе первой интифады в секторе Газа до подписания соглашений Осло. С ноября 1994 — заместитель Начальника Генерального штаба Армии обороны Израиля Амнона Липкина-Шахака.
Живёт в мошаве Шореш в центре страны, женат, отец троих детей.

## Политическая карьера
На выборах 1999 года Вильнаи присоединился к партии Авода, которая шла на выборы в блоке с партиями Гешер и Меймад, и был избран депутатом кнессета 15 созыва. Эхуд Барак предложил ему должность министра науки, культуры и спорта в своём правительстве. Через полгода прекратил членство в кнессете (его сменила Колет Авиталь), но остался в должности министра. В 2001 году при смене правительства Вильнаи сохранил за собой пост.
На выборах 2003 года был вторым в списке партии Авода, но потерял должность министра, так как сформированная Шароном правящая коалиция не включала партию Авода. Тем не менее после того, как несколько партий покинули коалицию из-за разногласий по плану одностороннего размежевания, Авода вошла в коалицию в 2005. Вильнаи сначала стал министром в офисе премьер-министра, но в августе стал исполняющим обязанности министра науки и технологии, а в ноябре — министром.
На выборах 2006 года Вильнаи боролся за пост главы партии Авода вместе с Шимоном Пересом и Биньямином Бен-Элиэзером, но победил Амир Перец. Был избран депутатом Кнессета, шёл одиннадцатым в списке партии Авода.
После того, как Эхуд Барак возглавил партию в 2007 году, он назначил Вильнаи заместителем министра обороны в 31-м правительстве. В его обязанности, кроме прочего, входила организация гражданской обороны и резервистской службы. В этой должности Вильнаи провёл в кнессете закон о резервистской службе и организовал службу по чрезвычайным ситуациям (ивр. רשות חירום לאומית‎).
На выборах 2009 года Вильнаи стал шестым в списке партии Авода и сохранил свой пост. В 2011 он был одним из пятерых членов партии Авода, заявивших об уходе и создавших новую партию Ацмаут и был назначен на вновь созданный пост министра по защите тыла, хотя первоначально должен был стать министром по делам национальных меньшинств.
7 февраля 2012 года был назначен послом в Китай. Занимал эту должность до января 2017 года.